# 小行星4518
小行星4518（英語：4518 Raikin）是一颗围绕太阳公转的小行星。1976年4月1日，尼古拉·切爾尼赫在克里米亚发现了此天体。
这颗小行星的绝对星等为97.07476等。